# Palini
Palini (gr. Παλλήνη) – miasto w Grecji. w Attyce, na przedmieściach Aten, w administracji zdecentralizowanej Attyka, w regionie Attyka, w jednostce regionalnej Attyka Wschodnia, w gminie Palini. W 2011 roku liczyło 16 415 mieszkańców.
Na terenie miasta jest stacja ateńskiego metra Palini.